# Кајзерзеш
Кајзерзеш (њем. Kaisersesch) град је у њемачкој савезној држави Рајна-Палатинат. Једно је од 92 општинска средишта округа Кохем-Цел. Према процјени из 2010. у граду је живјело 3.012 становника. Посједује регионалну шифру (AGS) 7135045.

## Географски и демографски подаци
Кајзерзеш се налази у савезној држави Рајна-Палатинат у округу Кохем-Цел. Град се налази на надморској висини од 410 метара. Површина општине износи 8,2 km². У самом граду је, према процјени из 2010. године, живјело 3.012 становника. Просјечна густина становништва износи 368 становника/km².